# استودیوی ابیس
استودیوی ابیس (انگلیسی: The Abyss) یک استودیوی ضبط در سوئد است که در لودویکه واقع شده‌است.این استودیو توسط پیتر تگترین اداره می‌شود.این استودیو بیشتر در زمینه موسیقی هوی متال فعالیت دارد.